# ビルキル・マール・サエバルソン
ビルキル・マール・サエバルソン（Birkir Már Sævarsson、1984年11月11日 - ）は、アイスランド・レイキャヴィーク出身の元プロサッカー選手。元アイスランド代表。現役時代のポジションは、ディフェンダー。

## 経歴

### クラブ
SKブラン時代、当初は右サイドバックでプレーしていたが2009年シーズンから左サイドバックにコンバートされた。ブランで6シーズンプレーした後、2014年12月にハンマルビーIFに移籍。
シーズン当初のポジションはセンターバックだったが、途中から本職の右サイドバックを務めた。どちらのポジションでも安定したパフォーマンスを披露し、サポーター投票の最優秀新加入選手に選ばれた。

### 代表
UEFA EURO 2016のメンバー23人の一人に選ばれた。サッカーハンガリー代表戦ではオウンゴールを献上した。

## 代表歴

### 出場大会
- アイスランド代表
  - 2018 FIFAワールドカップ

### 試合数
- 国際Aマッチ 103試合 3得点（2007年-2021年）[4]

| アイスランド代表 | 国際Aマッチ | 国際Aマッチ |
| 年               | 出場        | 得点        |
| ---------------- | ----------- | ----------- |
| 2007             | 2           | 0           |
| 2008             | 11          | 0           |
| 2009             | 5           | 0           |
| 2010             | 3           | 0           |
| 2011             | 6           | 0           |
| 2012             | 5           | 0           |
| 2013             | 8           | 0           |
| 2014             | 5           | 0           |
| 2015             | 9           | 0           |
| 2016             | 13          | 1           |
| 2017             | 9           | 0           |
| 2018             | 10          | 0           |
| 2019             | 4           | 0           |
| 2020             | 5           | 1           |
| 2021             | 8           | 1           |
| 通算             | 103         | 3           |

## タイトル
ヴァルル・レイキャヴィーク
- ウルヴァルステイルト: 2007
- アイスランド・カップ: 2005
- アイスランド・リーグカップ: 2008